# Čestmír Kafka
Čestmír Kafka (14. listopadu 1922, Jihlava – 21. května 1988, Praha) byl český malíř a grafik.

## Život
Po studiu na reálném gymnáziu v Jihlavě a maturitě v Prostějově studoval v letech 1940–1945 na Baťově Škole umění ve Zlíně. V letech 1942–1943 musel studium přerušit a byl nuceně nasazen ve Štýrsku. Jeho blízkým přítelem byl malíř Václav Chad, který byl koncem války zatčen gestapem pro odbojovou činnost a tragicky zahynul. Další osobností válečného Zlína, se kterou se stýkal byla malířka Milada Schmidtová.
Roku 1946 byl Kafka přijat ke studiu na Vysoké škole uměleckoprůmyslové v Praze do ateliéru profesora Emila Filly. Zde se podrobně obeznámil s kubismem, konstruktivismem i Malevičovým suprematismem, volný čas věnoval studiu literatury a vlastní tvorbě. Za studií se seznámil s grafičkou Olgou Čechovou, která se později stala jeho ženou. Jejich syn Ivan Kafka je výtvarník.
Po dokončení studia (1949) byl Čestmír Kafka označován za formalistu a trockistu a vyřazen z veřejné činnosti. Byl zakládajícím členem skupiny Trasa 54, se kterou potom vystavoval od roku 1957 do poslední výstavy skupiny v Mánesu a Bratislavě roku 1969.
Svou první autorskou výstavu měl až roku 1963, výstava připravená k jeho padesátinám v Jihlavě (1972) už nebyla povolena. Do roku 1970 měl samostatné výstavy v Lecce a Bernu a podnikl několik zahraničních cest do Polska a Itálie. Pozdější návštěvy v Rusku a zejména v Japonsku, kde se podílel na Expo 70 v Ósace, silně ovlivnily jeho tvorbu. V době přechodného politického uvolnění v 60. letech se Čestmír Kafka zasazoval za demokratické principy a větší svobodu projevu jako člen Koordinačního výboru uměleckých svazů, ale po okupaci roku 1968 a vyloučení ze Svazu ČSU (1970–1988) ztratil na téměř dvacet let možnost vystavovat v galeriích v Československu (s několika výjimkami v menších mimopražských nebo neoficiálních výstavních prostorech).
Čestmír Kafka zemřel v Praze 21. května 1988.
Souborné výstavy jeho díla v Nové síni, Galerii B. Rejta (1989) i retrospektivní výstava v Jízdárně pražského Hradu (1994) se uskutečnily až posmrtně.

## Dílo
Kafkovy rané kresby ze 40. let vycházejí ze surrealismu, ale ten měl během války a krátce po ní daleko k lyrickým snovým vizím jeho předválečných protagonistů a mnohem silněji v něm zaznívaly existenciální pocity a prvky absurdity. (cyklus Internáty, 1942–45) Kafkovo drsné a nesentimentální vidění světa, pocit marnosti, deziluze a bezvýchodnosti reflektuje obecné pocity generace 50. let.
Od středoškolských studií se Kafka intenzivně zajímal o literaturu, historii a filosofii, naučil se skepticky pochybovat o hodnotě obecně přijímaných tvrzení a velmi kriticky přistupoval i k vlastní práci, kterou se opakovaně vymezoval vůči výtvarné manýře, harmonizaci protikladů a estetizaci výtvarných prostředků.
Surrealistická východiska se v některých pozdějších fázích jeho tvorby projeví užitím nejrůznějších přírodních a opotřebovaných materiálů v asamblážích a instalacích, ale intelektuální korekce a racionalizace výtvarného projevu i architektonické vnímání prostoru zůstanou trvale přítomny jako výraz duality jeho vnitřního světa.
Krátce po absolvování VŠUP pracoval jako grafik pro výstavnictví (Památník národního písemnictví) a k vlastní tvorbě se vrátil až v druhé polovině 50. let sérií obrazů v nichž dominuje snaha o konstrukci tvaru s využitím úsporné škály barev. Na počátku své malířské tvorby ještě přehodnocoval podněty kubismu a maloval zátiší a figurální náměty (Milenci, 1960, OGV). Záměrně se bránil lyrismu v zobrazení reality použitím antiestetických prostředků, jako je míchání písku a dalších materiálů do barvy a reliéfním zpracováním povrchu pomocí syntetického pojidla akronexu, vrypy a drásáním. Obrazy z počátku 60. let jsou městské krajiny (Italská krajina, 1962) a abstraktní figury (Chodec, 1967, GVUO). Kafkova malba se vyvíjela směrem ke geometrizující abstrakci (série monotypů z 60. let), ale racionální složku v ní postupně nahrazuje výtvarná hra s nahodilým uskupením barevných skvrn a zakomponováním reálných předmětů v překvapivých souvislostech, které navozují sled asociací (Zpráva, 1968, cyklus Zaplňující se čtverce, 1970).
V 70. letech vytvořil sérii koláží, v nichž skládal útržky papíru, textilu nebo nalezených materiálů do symetrických plošných kompozic a kresebnou osnovu nahradil svorkami, nitěmi nebo jinými spojujícími prvky (cyklus O spojování dvou věcí, 1973–79), nebo vytvářel z nalezených předmětů magicko-realistické asambláže (cyklus Měsíce, ramínková asambláž, 1978).
Na přelomu 60. a 70. let, v období hluboké deziluze, Kafku oslovila skeptická filosofická reflexe dějin v díle švýcarského filosofa a historika umění Jacoba Burckhardta Weltgeschichtliche Betrachtungen (1905).
Koncem 70. let vznikla série rozměrných maleb bílých krajin ohraničených tmavým horizontem, kde minimalistické lineární konstrukce a jimi vržené stíny vytvářejí iluzivní prostor a představují snové a odlidštěné krajiny a zároveň symbolizují bezčasí doby normalizace (Bílé pole, 1977, GMUR, Velká bílá krajina, triptych (1979–80). Jeden diptych je dedikován oblíbenému teoretikovi umění (Pocta Jacobu Burckhardtovi, 1976–80).
V osmdesátých letech Čestmír Kafka zpracoval osobitým způsobem zkušenost z návštěvy Japonska (1970) a atmosféru jeho zenových zahrad. Vedle jejich kultovního významu vnímal i sebezáchovnou potřebu sebeohrazení proti okolní přírodní entropii a vymezení svého vlastního uspořádání koutu. Tvořil asambláže, nazvané souhrnně Hmoty, v nichž ukládal kořeny, trávu, listí nebo popel na podklad ze skládané vaty a uzavíral je do zasklených boxů. Svou jednoduchostí, která je vědomá a cílená, byly prostředkem pro jeho osobní intelektuální interpretací světa i odkazem na stálé spojení se zemí, reprezentovanou syrovým přírodním materiálem.
Citát (březen 1981)
…stojíme zřejmě na prahu nejvážnější dějinné krize…současní filosofové nemají po ruce žádnou snadnou alternativu ani radu. Je-li tomu skutečně tak, pak nevidím jinou možnost než odvahu zabloudit sám v sobě. Není to nic okázalého….Řekl bych, že doba přímo vyžaduje vlastnosti přespolních běžců – vytrvalost a osamělost. Obrazně i doslovně.

### Realizace (výběr)

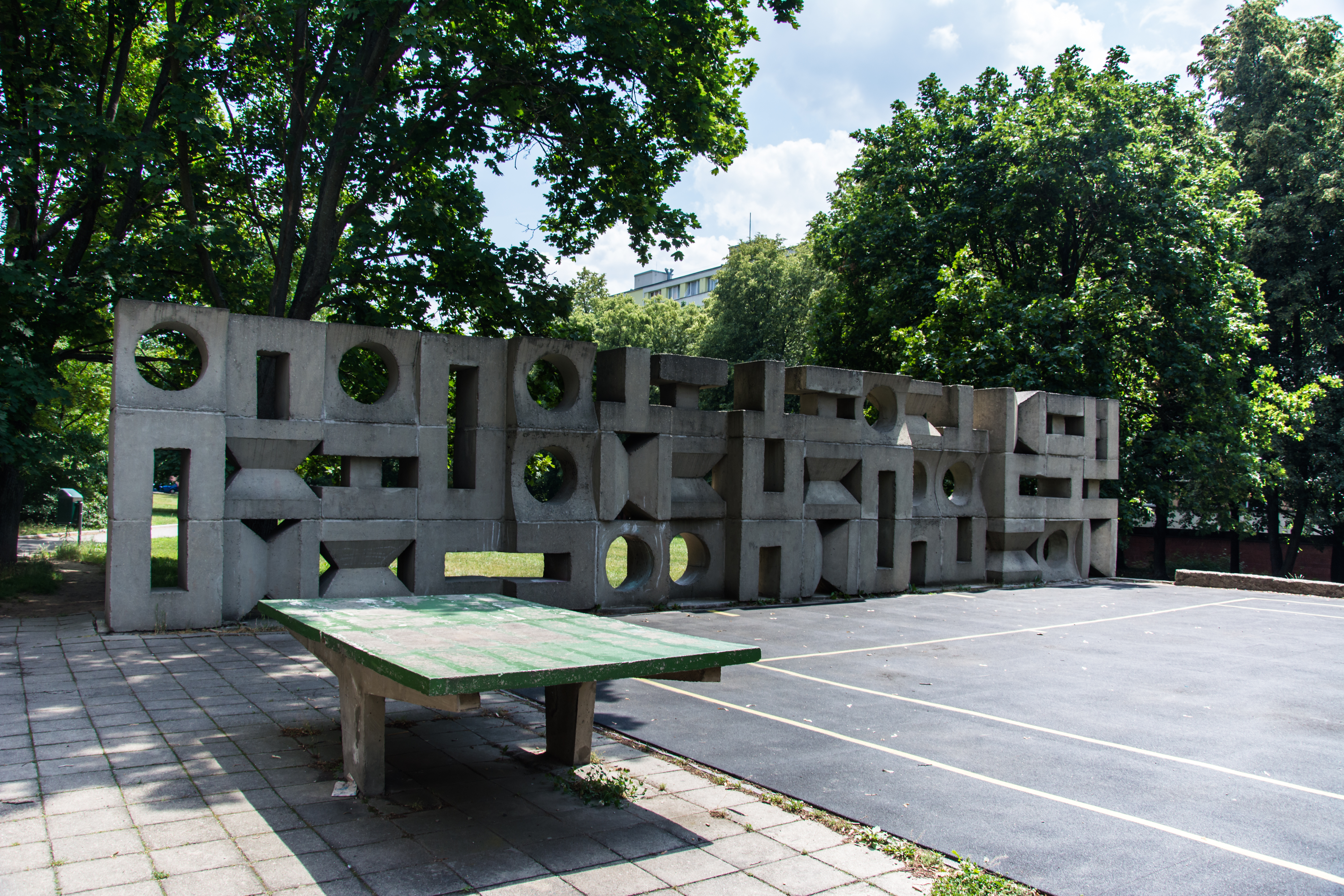
Reliéfní zeď na Arbesově ulici, Brno-Lesná

- 1964–69 Čs. zastupitelství, Brasília, arch. Filsak (s Olbramem Zoubkem)
- 1967–68 Reliéfní betonová zeď, Brno-Lesná, arch. Rudiš[7]
- 1969–70 Vitráž a interiér čs. pavilonu, Expo 70 v Ósace, arch. Rudiš, Palla, Jenček
- 1971 Interiérová stěna, divadlo v Ostravě (1. cena v soutěži)
- 1971–73 Strop brasserie, hotel Intercontinental, Praha, arch. Filsak, Cubr

### Zastoupení ve sbírkách
- Centre Georges Pompidou
- Národní galerie v Praze
- Galerie hlavního města Prahy
- Galerie moderního umění v Roudnici nad Labem
- Galerie výtvarného umění v Ostravě
- Krajská galerie výtvarného umění ve Zlíně
- ČMVU, GASK Kutná Hora
- Galerie Benedikta Rejta v Lounech
- Galerie Jacques Baruch, Chicago
- Městská galerie umění, Bochum
- Museum moderního umění ve Skopje
- Muzeum umění v Lodží
- Galleria Weber, Torino
- Pios Rimenserger, Bern
- Ernst Hildebrandt, Klagenfurt
- Ludmila Vachotvá, Granwehr, Zürich

### Výstavy

#### Autorská
- 1963 Čestmir Kafka, Galerie na Karlově náměstí, Praha
- 1972 ( nekonala se) Čestmír Kafka: Obrazy a Grafika ( Oblastní galerie Vysočiny v Jihlavě) https://cs.isabart.org/cart
- 1974 Čestmir Kafka, Galerie l'Escarbot, Le Landeron
- 1976 Čestmir Kafka, Galerie Hildebrand, Klagenfurt
- 1979 Čestmír Kafka: 10 listů z cyklu Veselé i vážné příběhy o spojování dvou věcí (1973 – 78), Minigalerie VÚVL Brno
- 1982 Čestmír Kafka: Obrazy z posledních let, ÚMCH, Praha
- 1984  Čestmír Kafka: Spojování, Galerie 55, Kladno
- 1984 Čestmír Kafka: Spojování a asambláže, Výstavní síň Na půdě, Těšínské divadlo, foyer, Český Těšín
- 1986 Čestmír Kafka: Spojování, asambláže, hmoty 1982 – 1985, Galerie Opatov, Praha
- 1986 Čestmír Kafka: Bílé obrazy, Malá galerie Stavoprojektu, Brno
- 1987 Čestmír Kafka: Spojování a archetypy, Sovinec
- 1988 Čestmír Kafka: Kresby a obrazy z let 1942 – 1947, Artotéka, OK v Praze 4
- 1989 Čestmír Kafka: Kresby, obrazy, Galerie Benedikta Rejta, Louny
- 1989 Čestmír Kafka: Trojí poslední směřování, Galerie Nová síň, Praha
- 1994 Čestmír Kafka: Obrazy, kresby, koláže, asambláže 1943 – 1988, Valdštejnská jízdárna, Praha
- 2002 Čestmir Kafka, Galerie Benedikta Rejta, Louny
- 2005 Čestmír Kafka: Obrazy, monotypy, práce na papíře, Rožmberský dům, Soběslav
- 2008 Čestmír Kafka: Krajiny možného konání, Topičův salon, Praha
- 2013 Čestmír Kafka, galerie Závodný, Mikulov

#### Kolektivní výstavy (Trasa 54)
- 1957 Trasa 54, Galerie mladých, Alšova síň Umělecké besedy, Praha
- 1959 Trasa 54, Galerie Fronta, Praha
- 1961 Tvůrčí skupina Trasa, Galerie Československý spisovatel, Praha
- 1964 Trasa, Galerie Václava Špály, Praha
- 1969 Trasa 1969, Výstavná sieň ZSVU, Bratislava, Mánes, Praha
- 2002 Trasa, Zámecká galerie Chagall, Karviná

#### Ostatní výstavy
viz IS abART: Kafka Čestmír (výtvaník/osoba na výstavách)

#### Katalogy
- Čestmír Kafka, 1963, Lamač Miroslav, kat. 12 s., Galerie na Karlově náměstí, Praha
- Čestmír Kafka: Obrazy/ grafika, 1972, Vachtová L, kat. 68 s., OGV Jihlava
- Trasa 1969, 1969, Čechová O a kol., kat. 32 s., Mánes, Praha
- Čestmir Kafka, 1974, kat. 6 s., Galerie l'Escarbot, Le Landeron
- Kafka, 1981, Hlaváček J, Kozelka M, kat. 32 s., vydavatel neuveden
- Čestmír Kafka: Spojování a asambláže, 1984, Zemina Jaromír, kat. 8 s., Výstavní síň Na půdě, Český Těšín
- Č. Kafka, 1986, Zemina Jaromír, Kulturní středisko Opatov, Praha
- Čestmír Kafka, 1986, Hlaváček Josef, kat. 8 s., Malá galerie Stavoprojektu, Brno
- Čestmír Kafka: Kresby a obrazy z let 1942–47, 1988, Šmejkal F, Artotéka Opatov
- Čestmír Kafka: Trojí poslední směřování, 1989, Hlaváček J, Kafka Č, Šetlík J, kat. 16 s., SČVU Praha
- Čestmír Kafka: Obrazy, kresby, koláže, asambláže 1943–1988, 1994, Miler K, Srp K, kat. 100s., Národní galerie v Praze, ISBN 80-7035-067-9
- Čestmír Kafka: Krajiny možného konání, 2008, Rous J, kat. 16s., Společnost Topičova salonu, Praha,
- Čestmír Kafka, 2013, Brucháčková-Závodná, V, kat. 12 s., G. Závodný, Mikulov

#### Knihy
- Jiří Šetlík, Cesty po ateliérech, 1996, Torst, Praha, ISBN 80-85639-89-0
- Jaromír Zemina, Via Artis, Via Vitae, 2010, Torst, Praha, ISBN 978-80-7215-403-6
- ČIHÁKOVÁ-NOSHIRO, Vlasta. Osobnosti českého malířství. Praha: Fragment, 1995. 64 s. ISBN 80-85768-43-7.